# Lloro de Pesquet
El lloro de Pesquet (Psittrichas fulgidus) és un ocell de la família dels psitacúlids (Psittaculidae), i única espècie del gènere Psittrichas Lesson, 1831 i de la subfamília dels psitricasins (Psittrichasinae), si bé ha estat proposada la ubicació a la família dels psitricàsids (Psittrichasidae).

## Distribució
És endèmica de les praderies i boscos de muntanya de Nova Guinea.

## Descripció
- És un lloro gran, que una llargària aproximada de 46 cm i un pes de 690-800 g.
- Plomatge negre amb grisenc al pit i roig al ventre i part davantera de les ales.
- Els mascles són una mica majors que les femelles, amb una petita taca roja darrere de l'ull. En coparació amb altre lloros sembla que tingui el cap petit, en part motivat per la pell nua i negra.[2]

## Alimentació
És un frugívor molt especialitzat, ja que s'alimenta quasi en exclusiva d'unes poques espècies de figues. També se l'ha vist menjant flors i nèctar. Almenys en algunes parts de la seva distribució és de conducta nòmada en resposta a la disponibilitat d'aliment. La part nua del seu cap potser és una adaptació per a evitar les fruites apegaloses.

## Reproducció
Es coneix poc dels hàbits de cria en la natura, però es van descobrir dos ous en un niu a un forat en un gran arbre buit.
Normalment és vist en parelles o grups de fins a vint individus.

## Conservació
Les plomes d'aquesta au són molt apreciades, així com els individus vius per l'avicultura, motiu pel qual s'ha donat una sobreexplotació. La pèrdua d'hàbitat també representa un problema. Per aquestes raons la UICN l'ha considerat vulnerable.